# Sci alpino agli XI Giochi paralimpici invernali
Le gare di sci alpino  agli XI Giochi paralimpici invernali di Soči (Russia) si sono svolte dal 7 al 16 marzo 2014 nella stazione sciistica di Krasnaja Poljana a circa 45 km dalla città olimpica, sul tracciato di Roza Chutor.

## Calendario
| Uomini | Discesa libera | Supergigante |              |  |                 | Slalom speciale | Snowboard cross Supercombinata | Slalom gigante |                | 6 |
| Donne  | Discesa libera |              | Supergigante |  | Slalom speciale |                 | Snowboard cross Supercombinata |                | Slalom gigante | 6 |

## Categorie
Le competizioni previste dal calendario di gara sono le cinque discipline dello sci alpino classico (discesa libera, supergigante, slalom gigante, slalom speciale e supercombinata) ed una di snowboard (snowboard cross)
Ognuna delle sei discipline prevede tre tipi di competizioni:
- ipo e non vedenti (visually impaired, secondo la frequente espressione in inglese): tre categorie, da B1 (totalmente non vedenti) a B3 (parziale visibilità);
- in piedi (standing): nove categorie, da LW1 a LW9 (a seconda del tipo di amputazione);
- seduti (sitting): tre categorie, da LW10 ad LW12 (con paraplegia a gravità decrescente)

Viene comunque stilata un'unica classifica, ma i tempi dei singoli concorrenti vengono compensati applicando la cosiddetta "formula di compensazione del tempo" (adjusted time formula).

## Podi

### Uomini
| Evento                     | Classe                  | Oro | Punti                   | Argento | Punti                   | Bronzo | Punti |
| Discesa libera (dettagli)  |                         |     |                         |         |                         |        |       |
| In piedi                   | Markus Salcher          |     | Aleksej Bugaev          |         | Vincent Gauthier-Manuel |        |       |
| Seduti                     | Akira Kano              |     | Josh Dueck              |         | Takeshi Suzuki          |        |       |
| Ipo e non vedenti          | Jon Santacana           |     | Miroslav Haraus         |         | Mac Marcoux             |        |       |
| Supergigante (dettagli)    |                         |     |                         |         |                         |        |       |
| In piedi                   | Markus Salcher          |     | Matthias Lanzinger      |         | Aleksej Bugaev          |        |       |
| Seduti                     | Akira Kano              |     | Taiki Morii             |         | Caleb Brousseau         |        |       |
| Ipo e non vedenti          | Jakub Krako             |     | Mark Bathum             |         | Mac Marcoux             |        |       |
| Slalom gigante (dettagli)  |                         |     |                         |         |                         |        |       |
| In piedi                   | Vincent Gauthier-Manuel |     | Aleksej Bugaev          |         | Markus Salcher          |        |       |
| Seduti                     | Christoph Kunz          |     | Corey Peters            |         | Roman Rabl              |        |       |
| Ipo e non vedenti          | Mac Marcoux             |     | Jakub Krako             |         | Valerij Redkozubov      |        |       |
| Slalom speciale (dettagli) |                         |     |                         |         |                         |        |       |
| In piedi                   | Aleksej Bugaev          |     | Vincent Gauthier-Manuel |         | Aleksandr Aljab'ev      |        |       |
| Seduti                     | Takeshi Suzuki          |     | Philipp Bonadimann      |         | Roman Rabl              |        |       |
| Ipo e non vedenti          | Valerij Redkozubov      |     | Jon Santacana           |         | Chris Williamson        |        |       |
| Supercombinata (dettagli)  |                         |     |                         |         |                         |        |       |
| In piedi                   | Aleksej Bugaev          |     | Matthias Lanzinger      |         | Toby Kane               |        |       |
| Seduti                     | Josh Dueck              |     | Heath Calhoun           |         | Roman Rabl              |        |       |
| Ipo e non vedenti          | Valerij Redkozubov      |     | Mark Bathum             |         | Gabriel Juan Gorce      |        |       |
| Snowboard cross (dettagli) |                         |     |                         |         |                         |        |       |
| In piedi                   | Evan Strong             |     | Michael Shea            |         | Keith Gabel             |        |       |

### Donne
| Evento                     | Classe              | Oro | Punti                      | Argento | Punti               | Bronzo | Punti |
| Discesa libera (dettagli)  |                     |     |                            |         |                     |        |       |
| In piedi                   | Marie Bochet        |     | Inga Medvedeva             |         | Allison Jones       |        |       |
| Seduti                     | Anna Schaffelhuber  |     | Alana Nichols              |         | Laurie Stephens     |        |       |
| Ipo e non vedenti          | Henrieta Farkašová  |     | Jade Etherington           |         | Aleksandra Franceva |        |       |
| Supergigante (dettagli)    |                     |     |                            |         |                     |        |       |
| In piedi                   | Marie Bochet        |     | Solène Jambaqué            |         | Stephanie Jallen    |        |       |
| Seduti                     | Anna Schaffelhuber  |     | Claudia Lösch              |         | Laurie Stephens     |        |       |
| Ipo e non vedenti          | Kelly Gallagher     |     | Aleksandra Franceva        |         | Jade Etherington    |        |       |
| Slalom gigante (dettagli)  |                     |     |                            |         |                     |        |       |
| In piedi                   | Marie Bochet        |     | Andrea Rothfuss            |         | Solène Jambaqué     |        |       |
| Seduti                     | Anna Schaffelhuber  |     | Claudia Lösch              |         | Anna-Lena Forster   |        |       |
| Ipo e non vedenti          | Henrieta Farkašová  |     | Aleksandra Franceva        |         | Jessica Gallagher   |        |       |
| Slalom speciale (dettagli) |                     |     |                            |         |                     |        |       |
| In piedi                   | Andrea Rothfuss     |     | Inga Medvedeva             |         | Petra Smaržová      |        |       |
| Seduti                     | Anna-Lena Forster   |     | Kimberly Joines            |         | Laurie Stephens     |        |       |
| Ipo e non vedenti          | Aleksandra Franceva |     | Jade Etherington           |         | Henrieta Farkašová  |        |       |
| Supercombinata (dettagli)  |                     |     |                            |         |                     |        |       |
| In piedi                   | Marie Bochet        |     | Andrea Rothfuss            |         | Stephanie Jallen    |        |       |
| Seduti                     | Anna Schaffelhuber  |     | Anna-Lena Forster          |         | -                   |        |       |
| Ipo e non vedenti          | Aleksandra Franceva |     | Jade Etherington           |         | Danelle Umstead     |        |       |
| Snowboard cross (dettagli) |                     |     |                            |         |                     |        |       |
| In piedi                   | Bibian Mentel-Spee  |     | Cécile Hernandez-Cervellon |         | Amy Purdy           |        |       |

## Medagliere
| Posizione | Paese         |   |   |   | Totale |
| --------- | ------------- | - | - | - | ------ |
| 1         | Russia        | 6 | 6 | 4 | 16     |
| 2         | Germania      | 6 | 3 | 1 | 10     |
| 3         | Francia       | 5 | 3 | 2 | 10     |
| 4         | Slovacchia    | 3 | 2 | 2 | 7      |
| 5         | Giappone      | 3 | 1 | 1 | 5      |
| 6         | Austria       | 2 | 5 | 4 | 11     |
| 7         | Canada        | 2 | 2 | 4 | 8      |
| 8         | Stati Uniti   | 1 | 5 | 9 | 15     |
| 9         | Regno Unito   | 1 | 2 | 2 | 5      |
| 10        | Spagna        | 1 | 1 | 1 | 3      |
| 11        | Paesi Bassi   | 1 | 0 | 0 | 1      |
| 11        | Svizzera      | 1 | 0 | 0 | 1      |
| 13        | Nuova Zelanda | 0 | 1 | 0 | 1      |
| 14        | Australia     | 0 | 0 | 2 | 2      |